# Karyn Velez
Karyn Cecilia Velez (* 5. März 1990 auf den Philippinen; † 12. August 2013 in Manila) war eine US-amerikanische Badmintonspielerin philippinischer Herkunft.

## Karriere
Karyn Velez siegte 2008 bei den philippinischen Meisterschaften und siedelte danach in die USA über. Für ihre neue Heimat gewann sie 2009 die Mexico International, 2010 die Maldives International und 2011 die Altona International. 
Karyn Velez starb in den frühen Morgenstunden des 12. August 2013 bei einem Autounfall.

## Sportliche Erfolge
| Saison | Veranstaltung          | Disziplin   | Platz | Name                            |
| ------ | ---------------------- | ----------- | ----- | ------------------------------- |
| 2009   | Mexico International   | Damendoppel | 1     | Victoria Montero / Karyn Velez  |
| 2009   | Mexico International   | Dameneinzel | 1     | Karyn Velez                     |
| 2010   | Maldives International | Mixed       | 1     | Kennevic Asuncion / Karyn Velez |
| 2011   | Altona International   | Dameneinzel | 1     | Karyn Velez                     |
| 2011   | Manukau International  | Dameneinzel | 1     | Karyn Velez                     |